# Мало, Силао
Силао Мало (англ. Silao Malo, самоан. Silao Malo, род. 30 декабря 1990) — самоанский футболист, полузащитник. Выступает за сборную Самоа.

## Карьера

### Клубная
Выступать за футбольный клуб «Киви» Мало начал не позднее 2011 года. Его дебют в Лиге чемпионов ОФК состоялся в возрасте 21 года, 1 мая 2012 года в матче против клуба «Паго Ют» из Американского Самоа. «Киви» одержал победу со счётом 5-1, Мало забил два гола. В общей сложности в розыгрыше Лиги чемпионов сезона 2012/2013 Мало сыграл три матча и отметился двумя забитыми голами.
Также играл на родине за клубы «Лупе Оле Соага» и «Ваимосо».

### Международная
Первый свой вызов в сборную получил в 2011 году. Дебют состоялся 22 ноября 2011 года в матче против Островов Кука. Силао отыграл 65 минут и был заменён. Первый свой гол на международном уровне Силао также забил в квалификации Кубка наций ОФК 2012, 26 ноября 2011 года в матче против Американского Самоа. В групповом турнире Кубка наций ОФК 2012 Силао выходил на поле во всех трёх матчах своей команды, забил в одном, против сборной Таити.

## Голы за сборную
| # | Дата           | Стадион                    | Соперник           | Голы | Счёт | Соревнование         |
| - | -------------- | -------------------------- | ------------------ | ---- | ---- | -------------------- |
| 1 | 26 ноября 2011 | Национальный стадион, Апиа | Американское Самоа | 1-0  | 1-0  | Квалификация ЧМ-2014 |
| 2 | 1 июня 2012    | Лоусон Тама, Хониара       | Таити              | 1-6  | 1-10 | Кубок наций ОФК 2012 |